# Перминов, Сергей Александрович
Сергей Александрович Перминов (род. 1 марта 1985) —  российский и казахстанский игрок в хоккей с мячом, нападающий и полузащитник.

## Карьера

### Клубная
Заниматься хоккеем с мячом начал в 1996 году в Кирове в школе «Машиностроителя», с 1998 года — в школе «Родины», где его наставниками стали Анатолий Казаковцев и Владимир Куимов. Изначально отдавал приоритет в занятиях спортом футболу, в котором у Перминова были перспективы для дальнейшего развития футбольной карьеры, но в итоге сделал свой выбор в пользу хоккея с мячом.
С 1999 по 2001 год был игроком команды «Родина»-2, принимающей участие в первенстве России среди команд первой лиги.
С 2001 по 2009 год выступал за «Родину» в высшей лиге. В её составе становится бронзовым призёром чемпионата России сезона 2005/06.
В 2009 году переходит в казанское «Динамо», в своём втором сезоне за команду побеждая в чемпионате России (2011) и Кубке мира (2010).
В декабре 2010 года в составе сборной Кировской области принял участие в Международном турнире на призы Правительства России.
С 2011 по 2013 год вновь в составе «Родины».
С 2013 по 2015 год был игроком «СКА-Нефтяника», побеждая в сезоне 2014/15 в Кубке России (2014) и Суперкубке России (2015).
В 2015 году переходит в архангельский «Водник», проведя в команде два сезона.
В дальнейшем был игроком нижегородского «Старта» (2017/18), красногорского «Зоркого» (2018/19) и «Родины» (2019/20).
В сезоне 2019/20 был капитаном «Родины». Завершил игровую карьеру перед началом сезона 2020/21 из-за травмы.

### Сборная России
В составе сборной России в 2006, 2008—2010 годах.
Дебют в сборной России состоялся 30 сентября 2006 года в товарищеском матче, проходившем в Москве, в котором сборная России проиграла сборной Швеции со счётом 3:10, мячей не забивал. Но уже во втором московском матче 1 октября 2006 года с тем же соперником отметился забитым мячом и помог сборной России одержать победу со счётом 9:4.
В 2008 году принял участие в Международном турнире на призы Правительства России.

### Сборная Казахстана
В 2017 году был приглашён в сборную Казахстана для участия в чемпионате мира 2017 года.

## Достижения
«Родина»
 Бронзовый призёр чемпионата России: 2005/06 

 Чемпион России по мини-хоккею: 2004
«Динамо-Казань»
 Чемпион России: 2010/11 

 Обладатель Кубка мира: 2010
«СКА-Нефтяник»
 Обладатель Кубка России: 2014 

 Обладатель Суперкубка России: 2015
Сборная России
 Победитель Международного турнира на призы Правительства России: 2008 

 Чемпион мира среди юниоров: 2004

## Статистика выступлений

### Клубная
| Сезон     | Клуб                     | И      | М      | П      | О      | Ш        |
| --------- | ------------------------ | ------ | ------ | ------ | ------ | -------- |
| 2001/2002 | Родина (Киров)           | 4      | 1      | 1      | 2      | 0        |
| 2003/2004 | Родина (Киров)           | 18     | 1      | 0      | 1      | 0        |
| 2004/2005 | Родина (Киров)           | 17     | 1      | 0      | 1      | 20       |
| 2005/2006 | Родина (Киров)           | 28     | 9      | 2      | 11     | 5+К      |
| 2006/2007 | Родина (Киров)           | 31     | 16     | 5      | 21     | 10       |
| 2007/2008 | Родина (Киров)           | 29(1)  | 26(1)  | 8(0)   | 34(1)  | 60(0)    |
| 2008/2009 | Родина (Киров)           | 29     | 22     | 9      | 31     | 40       |
| 2009/2010 | Родина (Киров)           | 8      | 5      | 2      | 7      | 10       |
|           | Динамо-Казань (Казань)   | 25     | 7      | 9      | 16     | 15       |
| 2010/2011 | Динамо-Казань (Казань)   | 29     | 3      | 5      | 8      | 10       |
| 2011/2012 | Динамо-Казань (Казань)   | 6      | 0      | 0      | 0      | 0        |
|           | Родина (Киров)           | 19     | 12     | 4      | 16     | 40       |
| 2012/2013 | Родина (Киров)           | 26     | 18     | 3      | 21     | 0        |
| 2013/2014 | СКА-Нефтяник (Хабаровск) | 30     | 7      | 10     | 17     | 10       |
| 2014/2015 | СКА-Нефтяник (Хабаровск) | 32     | 13     | 5      | 18     | 40       |
| 2015/2016 | Водник (Архангельск)     | 25     | 14     | 8      | 22     | 10       |
| 2016/2017 | Водник (Архангельск)     | 33     | 14     | 5      | 19     | 15       |
| 2017/2018 | Старт (Нижний Новгород)  | 24     | 5      | 6      | 11     | 20       |
| 2018/2019 | Зоркий (Красногорск)     | 28     | 17     | 10     | 27     | 30       |
| 2019/2020 | Родина (Киров)           | 24     | 28     | 11     | 39     | 45       |
| Всего     | 18 чемпионатов           | 465(1) | 219(1) | 103(0) | 322(1) | 355(0)+К |

В чемпионатах России забивал мячи в ворота 20 команд
```
1.Динамо М            = 23 мяча 11.Мурман            = 11
2.Волга               = 21      12.Кузбасс           = 10
3.Байкал-Энергия      = 20      13-14.СКА-Нефтяник   =  9
4-6.Строитель         = 16      13-14.Зоркий         =  9
4-6.Ак Барс-Динамо    = 16      15-16.Локомотив Ор   =  6
4-6.Енисей            = 16      15-16.Родина         =  6
7-8.Водник            = 14(1)   17-20.Север          =  1
7-8.Уральский трубник = 14      17-20.СКА-Забайкалец =  1
9-10.Старт            = 12      17-20.Лесохимик      =  1
9-10.Сибсельмаш       = 12      17-20.ХК Боровичи    =  1
```

В чемпионатах России количество мячей в играх
по 1 мячу забивал в 114 играх

по 2 мяча забивал в 41 игре

по 3 мяча забивал в 5 играх

по 4 мяча забивал в 2 играх

Свои 219 мячей забросил в 162 играх, в 303 играх мячей не забивал.

### В сборной России
| Сезон   | Игры | Мячи |
| ------- | ---- | ---- |
| 2006/07 | 2    | 1    |
| 2008/09 | 4    | 2    |
| 2009/10 | 2    | 0    |
| 2010/11 | 2    | 0    |
| Всего   | 10   | 3    |

| 1  | Москва      | 30 сентября 2006 | Швеция     | 3:10 | —  | Товарищеский матч                            |
| 2  | Москва      | 1 октября 2006   | Швеция     | 9:4  | 58 | Товарищеский матч                            |
| 3  | Новосибирск | 5 декабря 2008   | Норвегия   | 9:1  | —  | Турнир на призы Правительства России         |
| 4  | Новосибирск | 5 декабря 2008   | Финляндия  | 7:0  | 60 | Турнир на призы Правительства России         |
|    | Новосибирск | 6 декабря 2008   | Россия - 2 | 6:3  | —  | Турнир на призы Правительства России         |
| 5  | Новосибирск | 6 декабря 2008   | Швеция     | 0:0  | —  | Турнир на призы Правительства России         |
| 6  | Новосибирск | 7 декабря 2008   | Швеция     | 3:2  | 61 | Турнир на призы Правительства России — финал |
| 7  | Лаппееранта | 5 декабря 2009   | Швеция     | 5:6  | —  | Суперкубок трех сборных                      |
| 8  | Лаппееранта | 6 декабря 2009   | Финляндия  | 5:4  | —  | Суперкубок трех сборных                      |
| 9  | Лидчёпинг   | 11 сентября 2010 | Швеция     | 3:6  | —  | Турнир выходного дня                         |
| 10 | Трольхёттан | 12 сентября 2010 | Финляндия  | 10:4 | —  | Турнир выходного дня                         |

Итого: 10 матчей / 3 мяча;   6 побед, 1 ничья, 3 поражения.

### Комментарии
1. ↑  Количество игр и голов за клуб(ы) в высшем дивизионе чемпионатов России
2. ↑  Результативные передачи
3. ↑  В скобках указаны очки, набранные в аннулированном матче с архангельским «Водником», который прошёл 20 января в Архангельске. Команда «Водник» подала протест на участие в составе команды «Родина» не внесённого в техническую заявку и в протокол матча хоккеиста А. Дудина. В соответствии с решением КДК от 22 января 2008 года[16] результат матча аннулирован. Команде «Водник» присуждена техническая победа